# خسوف القمر نوفمبر 2060
خسوف القمر نوفمبر 2060 سيحدث خسوف شبه قمري للقمر في 8 نوفمبر 2060.

## الرؤية
سيكون الخسوف مرئي فوق أمريكا الشمالية وأمريكا الجنوبية، وسيظهر فوق إفريقيا وأوروبا.